# Храбн Гюднлёйгссон
Храбн Гюднлёйгссон (исл. Hrafn Gunnlaugsson) (родился 17 июня 1948 года, Рейкьявик, Исландия) — исландский режиссёр и сценарист. Сын Гюднлёйга Тордарсона.

## Биография
В 1973 году закончил Стокгольмский университет (специальность «Театр и кино»), затем обучался в Драматическом институте Швеции. Женат, имеет троих детей.
Фильмы начал снимать с 1974 года, однако наибольшую известность режиссёру принесли несколько фильмов о викингах, в которых он попытался реконструировать жизнь и нравы жителей средневековой Исландии, при этом тщательно избегая романтизации того периода. Указанные картины были даже выделены критиками в особый жанр — Cod Westerns.
Своим учителем в кино неоднократно называл известного шведского режиссёра Ингмара Бергмана, автора картин о средневековье «Седьмая печать» и «Девичий источник».

## Фильмография
- 1974 — /Áramótaskaup
- 1975 — /Góða veislu gjöra skal
- 1976 — /Blottrautt solarag
- 1976 — / Ceramik
- 1979 — / Silfurtunglid
- 1980 — Наследие отца / Óðal feðranna
- 1981 — / Vandarhögg
- 1982 — / Okkar á milli: Í hita og þunga dagsins
- 1983 — / Fullkominn glepur
- 1984 — / Hver er …
- 1984 — Полёт ворона / Hrafninn flýgur
- 1985 — / Reykjavík
- 1986 — Палач и блудница /Bödeln och skökan
- 1988 — Тень ворона / Í skugga hrafnsins
- 1988 — / Ingmar Bergman á Islandi
- 1991 — Белый викинг / Hvíti víkingurinn
- 1993 — Священный курган / Hin helgu vé
- 1998 — /Þegar það gerist
- 1999 — Воин Бога / Myrkrahöfðinginn
- 2000 — / Reykjavík í öðru ljósi
- 2003 — / Opinberun Hannesar

## Награды
- Fantasporto
  - 1986 — номинация в категории «Лучший иностранный фантастический фильм» (Полёт ворона)
  - 2000 — номинация в категории «Лучший иностранный фантастический фильм» (Воин бога)
- Festróia — Tróia International Film Festival
  - 1994 — приз Золотой Дельфин (Hin helgu vé)
  - 1999 — номинация на приз Золотой Дельфин (Воин бога)
- Guldbagge Awards
  - 1985 — приз за лучшую режиссёрскую работу (Полёт ворона)
- Lübeck Nordic Film Days
  - 1994 — NDR Promotion Prize (Hin helgu vé)